# Tatarinov
De Tatarinov (Russisch: Вулкан Татаринова; Voelkan Tatarinova) is een vulkaan op het eiland Paramoesjir dat deel uitmaakt van de noordelijke Koerilen. Het eiland behoort thans tot Rusland, maar in het verleden tot Japan. De 1530 meter hoge actieve stratovulkaan (5020 meter vanaf de zeebodem) behoort tot de Karpinski-groep met aan noordzijde de vulkaan Tsjikoeratsjki en in het zuiden de vulkaangroep Lomonosov en ligt op 60 kilometer ten zuidwesten van het stadje Severo-Koerilsk. De vulkaan stamt uit het late pleistoceen.
De vulkaan vomt een onregelmatige massa met meerdere toppen en kraters aan de zijkanten. Aan de top bevinden zich drie kraters met enkele fumarolen. Op ongeveer 1000 meter hoogte aan de oostzijde van de vulkaan bevinden zich enkele zeer actieve solfatarevelden en op de noordwestelijke helling bevinden zich veel oude lavastromen. De vulkaan is sterk gevormd door erosie. Uit tefrochronologisch onderzoek is gebleken dat de vulkaan in ieder geval een keer is uitgebarsten in de 17e eeuw. De zuidelijke kegel bevat echter een met zwavel bedekte korst met fumarolen, die langs de rand van de krater tot in 1959 actief waren.